# 楊海英
楊 海英（よう かいえい、ヤン・ハイイン、Yang Haiying、1964年 - ）は、中華人民共和国内モンゴル自治区出身の文化人類学、歴史人類学者。静岡大学人文社会科学部教授。モンゴル名はオーノス・ツォクト(Оонос Цогт)、帰化後の日本名は大野旭（おおの あきら）。楊海英は中国名のペンネーム。

## 略歴
内モンゴル自治区オルドス生まれ。オルドスはチンギス・ハーンを祀る万人隊(Ordos Tumen)で、モンゴルの中でも特に民族主義の強い集団である。父方の祖父のノムーンは清朝・中華民国の界牌官（ハーラガチ）。家族から与えられたモンゴル名はオーノス・チョクトで、オーノスはガゼル、チョクトは火や力を表す。先祖からの中国姓は楊で、もとはガゼルを表す中国語の「黄羊」からとって羊と名乗っていたが、後に同音の楊に改める。小学生だった1974年に中国語教育が始まったため、中国名として楊海英を名乗った。
北京第二外国語学院大学アジア・アフリカ語学部日本語学科卒業。北京大学東方言語学部の受験を検討していたが、内モンゴル自治区からの入学が認められない年であったため断念する。日本語試験で優秀な成績をおさめ、少数民族としては異例の合格であった。日本から帰国した華僑や上海同文書院出の教師から自由主義の思想的啓蒙を受ける。
1989年（平成元年）訪日。別府大学の研究生、国立民族学博物館、総合研究大学院大学で文化人類学の研究を続けた。梅棹忠夫や佐々木高明、松原正毅や石毛直道、清水昭俊ら世界的研究者が結集する学問的環境の中で、自由主義とアナーキズム的薫陶を受けた。人類学の外に、日本の左翼運動の興亡に強い関心を抱き、東京大学の学生運動に参加した清水昭俊の植民地批判・帝国主義批判の思想的影響を受けている。満蒙と台湾の視点から日本の植民地統治に関する発言もある(楊海英編『中国が世界を動かした「1958」』藤原書店)。満蒙の視点に立ち、日本に対して「我が宗主国」と表現する。
大学院終了後は中京女子大学人文学部助教授を経て、1999年（平成11年）静岡大学人文学部助教授。内モンゴル人民革命党粛清事件（内人党事件）と文化大革命、中国の民族問題、チンギス・ハーン祭祀に関する儀礼研究、モンゴルの親族組織など、多分野ついて幅広く研究をすすめた。2000年（平成12年）、日本へ帰化。
国立民族学博物館教授・松原正毅(現名誉教授)と小長谷有紀教授に追随して新疆ウイグル自治区とモンゴル国、ロシア連邦で長期間調査に従事。近年ではカザフスタン共和国、それにウズベキスタン共和国などでも調査を実施している。
2006年（平成18年）、静岡大学人文学部教授。2011年（平成23年）、『墓標なき草原：内モンゴルにおける文化大革命・虐殺の記録』で司馬遼太郎賞を受賞。同書は中国語と英語、それにモンゴル語とロシア語に翻訳されている。
2020年7月28日から8月10日まで、「中国・内モンゴル自治区でモンゴル語教育維持を！」とする「母語のモンゴル語教育を維持し、発展させる為に起こした署名活動」を展開し、3641人の署名を集めた。これには日本言語学会と日本英文学会の会員たちがバックアップしていた。
2020年12月、内モンゴル自治区出身者らでつくる「世界モンゴル人連盟」を設立し、理事長に選出され、2025年２月まで理事長として同連盟の運営に同志らと携わった。「世界モンゴル人連盟」は中国政府の迫害政策に対する抗議活動やモンゴル文化の保護運動を目的としているが、「モンゴルは歴史的に最大の危機に直面している。モンゴルとして生き残るか、中国に同化されて消えゆくかの危機だ。世界各国にいる同胞とともにモンゴル人の尊厳と未来のために戦っていく」とコメントしている。中国が進めるモンゴル語教育廃止政策やウイグル人ジェノサイドに批判的立場を取り、岩波書店が発行する『世界』と『Voice』、『正論』などの論壇誌で分析・解説している。

## 主張
オルドス高原という民族主義・民族文化の伝統が濃厚に残る地域で育ったことと、幼少期に文化大革命を経験したこと、そして国立民族学博物館で自由闊達な学問的薫陶を受けたことが、楊の思想に投影されている。内モンゴル人民革命党粛清事件に関する幼少期の「恐怖の記憶」として「中国人民の敵」と認定されると、裁判をせずに殺害されたこと、また楊家も私刑や家財の略奪を受けたことなどを回想しており、「母が毎晩の（強制参加の）政治集会から帰ってくるたび『今日はあの人が死んだよ』と教えられた。とにかく、周りの人がどんどん死んでいく。とても怖かった」と述べている。中国政府が公刊した文化大革命に関する第一次史料を収集し、風響社からシリーズで14巻公開している。
世界史教育の現場で東洋史と西洋史の二分論に限界が指摘され始めたのは、世界帝国を興したモンゴル帝国の重要性が再認識されて以降のことであり、そのモンゴル帝国の一部だった元朝を含め、歴代中国王朝で軍事的強盛と文化的勢威を共に示せたのはほぼ常に漢族以外の北方遊牧民族であり、征服王朝は例外なく言語・宗教・文化で他民族に対し極めて寛容だったが、中国は新疆ウイグル自治区でウイグル人の絶滅政策を強行し、内モンゴル自治区でモンゴル語を禁じるばかりか、チンギス・ハーンの記録すら抹殺を図っているとして、「歴史に復讐される」と主張している。大学院時代に杉山正明の影響を強く受けており、私淑していた岡田英弘の影響もみられ、夫人の宮脇淳子とも懇意である
大学院時代の恩師は梅棹忠夫であるが、梅棹の「文明の生態史観」でも中国の民主化は難しく、「中華文明から民主は生まれず」と述べている。また、中国人(漢族)の多くが、チベット侵略やウイグルでのジェノサイド、それに南モンゴルでの漢化教育即ち文化的ジェノサイドを支持しているとして、「中国共産党は中国人即ち漢民族の民族主義政党に変質した」と日本のリベラル系の雑誌で主張している。もう一人の恩師である松原正毅は遊牧を農耕と並ぶ文明として位置づけ(『遊牧の人類史』岩波書店)、遊牧民の定住化政策に批判的であり、楊も弟子としてその理論を支持している。
『香港，鬱躁的家邦』に序文を寄せている。本土觀點的香港源流史について香港人は「香港民族」であるとの香港本土派の考えに近い。台湾の中央研究院の人類学者呉睿人と共に人権擁護と民主化を求めた「雨傘運動」の理論的支持者だとされ、二人とも日本の植民地だった満蒙と台湾の「悲哀」を標榜する。リベラル系の『ニューズウイーク』誌と保守系の『産経新聞』「正論欄」の双方で執筆しているし、著書の多くもリベラル系出版社から出版されている。第一次史料とフィールドワークに即した客観的な研究と、不偏不党の立場を堅持している。

## 受賞
- 2010年（平成22年） - 第14回司馬遼太郎賞『墓標なき草原―内モンゴルにおける文化大革命・虐殺の記録』
- 2015年 - 大同生命地域研究奨励賞[15]。樫山純三賞『チベットに舞う日本刀』[16]
- 2016年 - 第3回国基研・日本研究賞『日本陸軍とモンゴル 興安軍官学校の知られざる戦い』と『チベットに舞う日本刀―モンゴル騎兵の現代史』[17]
- 2018年 - 第19回「正論新風賞」（第34回正論大賞）[18]。

## 英文著作
- Ulanhu, A Nationalist Persecuted by the Chinese Communists, Mongolian Genocide during the Chinese Cultural Revolution, Comparative Studies of Humanities and Social Sciences Graduate School of Letters, Nagoya University.
- The Truth about the Mongolian Genocide during the Chinese Cultural Revolution, Center for Research on Asia, Faculty of Humanities & Social Sciences, Shizuoka University, Japan.

編著
- Manuscripts from Private Collections in Ordus, Mongolia　I, Mongolian Culture Studies I, International Society for the Study of the Culture and Economy of the Ordos Mongols(OMS e. V.), P402, 2000, Köln, Germany.
- Manuscripts from Private Collections in Ordus, Mongolia　II, Mongolian Culture Studies II, International Society for the Study of the Culture and Economy of the Ordos Mongols(OMS e. V.), P450, 2001, Köln, Germany.
- Subud Erike: A Mongolian Chronicle of 1835. Mongolian Culture Studies VI, International Society for the Study of the Culture and Economy of the Ordos Mongols(OMS e. V.), P288, 2003, Köln, Germany.
- Janggiy-a Qutughtu: A Mongolian Missionary for Chinese National Identification. Mongolian Culture Studies V (Uradyn E. Bulagと共著), International Society for the Study of the Culture and Economy of the Ordos Mongols(OMS e. V.), P90, 2003, Köln, Germany.
- A Mongolian Version of the Old Testament from Ordos, Shizuoka University,p206,2023.

## 著作

### 単著
- 『《金書》研究への序説』国立民族学博物館 1998年3月
- 『草原と馬とモンゴル人』日本放送出版協会〈NHKブックス〉 2001年5月 ISBN 978-4140019153
- 『チンギス・ハーン祭祀―試みとしての歴史人類学的再構成』風響社 2004年 ISBN 978-4894891067
- 『モンゴル草原の文人たち―手写本が語る民族誌　静岡大学人文学部研究叢書』平凡社 2005年3月 ISBN 978-4582483079
  - 改題『モンゴル草原の歴史戦　中国から民族の誇りと歴史を守った手写本』産経NF文庫 2024年12月 ISBN 4769870728
- 『モンゴルとイスラーム的中国　民族形成をたどる歴史人類学紀行』風響社 2007年／文藝春秋〈文春学藝ライブラリー〉 2014年 ISBN 978-4168130120
- 『モンゴルのアルジャイ石窟―その興亡の歴史と出土文書』モンゴル学研究基礎資料：風響社 2008年6月 ISBN 978-4894898738
- 『モンゴルの親族組織と政治祭祀―オボクとヤス構造』風響社 2020年4月 ISBN 978-4894891609
- 『羊と長城―草原と地大地の〈百年〉民族誌』風響社 2023年2月 ISBN 978-4894893467
- 『人類学と骨―日本人ルーツ探しの学説史』岩波書店 2023年12月 ISBN 978-4000616232
- 『アルジャイ石窟　モンゴル帝国期：草原の道の仏教寺院』筑摩書房〈筑摩選書〉2024年10月 ISBN 9784480018083

下記は、近現代のモンゴル史、および東洋史
- 『墓標なき草原　内モンゴルにおける文化大革命・虐殺の記録』岩波書店（上・下） 2009年12月 ISBN 978-4000247719、ISBN 978-4000247726。
  - 『墓標なき草原　内モンゴルにおける文化大革命・虐殺の記録』岩波現代文庫（上・下） 2018年10-12月
- 『続 墓標なき草原　内モンゴルにおける文化大革命・虐殺の記録』岩波書店 2011年8月 ISBN 978-4000247788
- 『植民地としてのモンゴル　中国の官制ナショナリズムと革命思想』勉誠出版 2013年6月 ISBN 978-4585220572
- 『中国とモンゴルのはざまで　ウラーンフーの実らなかった民族自決の夢』岩波書店〈岩波現代全書〉2013年11月 ISBN 978-4000291163
- 『狂暴国家 中国の正体』扶桑社新書 2014年9月 ISBN 4594071198
  - 改題『中国人の少数民族根絶計画』産経NF文庫 2019年12月 ISBN 4769870191
- 『ジェノサイドと文化大革命　内モンゴルの民族問題』 勉誠出版 2014年9月
  - 改題『文化大革命とモンゴル人ジェノサイド』 草思社文庫（上・下） 2022年6月
- 『チベットに舞う日本刀　モンゴル騎兵の現代史』文藝春秋 2014年11月 ISBN 978-4163901657
  - 改題『モンゴル騎兵の現代史　チベットに舞う日本刀』中公文庫 2020年3月 ISBN 4122068630
- 『日本陸軍とモンゴル　興安軍官学校の知られざる戦い』中央公論新社〈中公新書〉2015年11月 ISBN 978-4121023483
- 『逆転の大中国史―ユーラシアの視点から』文藝春秋 2016年8月 ISBN 416-3905065／文春文庫 2019年3月 ISBN 416-791252X
- 『モンゴル人の民族自決と「対日協力」』中国書店（集広舎）2016年8月 ISBN 978-4904213414
  - 改題『中国人とモンゴル人』産経NF文庫 2021年2月 ISBN 4769870337
- 『「中国」という神話　習近平「偉大なる中華民族」のウソ』文春新書 2018年1月 ISBN 978-4-16-661154-6
- 『「知識青年」の1968年　中国の辺境と文化大革命』岩波書店 2018年7月 ISBN 978-4000238960
- 『最後の馬賊 「帝国」の将軍・李守信』講談社 2018年8月 ISBN 4-06-512867-6
- 『モンゴル人の中国革命』筑摩書房〈ちくま新書〉2018年10月 ISBN 978-4-480-07182-8
- 『独裁の中国現代史　毛沢東から習近平まで』文春新書 2019年2月 ISBN 978-4-16-661206-2
- 『世界を不幸にする植民地主義国家・中国』徳間書店 2020年12月 ISBN 978-4-19-865223-4
- 『内モンゴル紛争』ちくま新書 2021年1月 ISBN 978-4-480-07368-6
- 『紅衛兵とモンゴル人大虐殺　草原の文化大革命』筑摩選書 2021年3月 ISBN 978-4-480-01726-0
- 『モンゴル帝国　草原のダイナミズムと女たち』講談社現代新書 2024年7月 ISBN 978-4-06-536677-6
- 『中国を見破る』PHP新書 2024年8月 ISBN 978-4-569-85748-0

### コミカライズ
- 清水ともみ・画『墓標なき草原』、Jコミックテラス 2巻分・電子書籍 2022年12月
  - 『GENOCIDE ON THE MONGOLIAN STEPPE』、Jコミックテラス 1巻分・電子書籍 2023年1月  ※上記の英語版

### 編著
- 『王朝から「国民国家」へ―清朝崩壊100年』勉誠出版〈アジア遊学〉2011年 ISBN 978-4585226147
- 『フロンティアと国際社会の中国文化大革命』中国書店 2016年 ISBN 978-4904213421
- 『中国が世界を動かした「1968」』藤原書店 2019年 ISBN 978-4865782189

専門出版
- 『中国以外で刊行されたオルドス・モンゴルに関する文史資料の研究』(モンゴル文)　312頁。中国内蒙古人民出版社 2001
- 『オルドス・モンゴル族オーノス氏の写本コレクション』国立民族学博物館・地域研究企画交流センター 2002
- 『ランタブーチベット・モンゴル医学古典名著』252頁。大学教育出版 2002
- 『蒙古源流－内モンゴル自治区オルドス市档案館所蔵の二種類の写本』204頁。モンゴル学研究基礎資料：風響社 2007
- 『『十善福白史』と『輝かしい鏡』　オルドス・モンゴルの年代記』117頁。モンゴル学研究基礎資料：風響社 2018
- 『モンゴルの仏教寺院―毛沢東とスターリンが創出した廃墟』343頁。モンゴル学研究基礎資料：風響社 2021

### 共編著
- （新間聡）『チンギス・ハーンの末裔　現代中国を生きた王女スチンカンル』草思社、1995年
  - 『モンゴル最後の王女―文化大革命を生き抜いたチンギス・ハーンの末裔』草思社文庫、2019年12月 ISBN 978-4794224286
- （松原正毅・小長谷有紀）『ユーラシア草原からのメッセージ 遊牧研究の最前線』平凡社、2005年 ISBN 978-4582441055
- （楊逸・櫻井よしこ）『中国の暴虐（ジェノサイド）』ワック、2021年5月 ISBN 978-4898319512
  - 『暴虐国家　習近平の中国』ワック〈WAC BUNKO〉、2023年9月 ISBN 978-4898318850。新書判
- （于田ケリム）『ジェノサイド国家 中国の真実』文春新書、2021年10月 ISBN 978-4166613335
- （石平・矢板明夫）『習近平の暴発』産経新聞出版、2022年7月 ISBN 978-4819114165

学術出版
- 『チンギス・ハーンの《金書》』 Qurchabaghaturと共著（モンゴル表記出版）中国内蒙古文化出版社, 2001年6月
- （巴図吉日嘎拉　中国語）『阿爾寨石窟　成吉思汗的仏教記念堂興衰史』風響社, 2005年7月 ISBN 978-4894898707
  - （巴図吉日嘎拉　中国語）『阿爾寨石窟』中国内蒙古阿爾寨石窟保護研究所, 2006年7月
- 雲廣と共編『内モンゴル自治区フフホト市 シレート・ジョー寺の古文書』モンゴル学研究基礎資料：風響社, 2006年12月

### 文革史料シリーズ
『モンゴル人ジェノサイドに関する基礎資料 内モンゴル自治区の文化大革命』風響社
- 1.『滕海清将軍の講話を中心に』　2009年
- 2.『内モンゴル人民革命党粛清事件』　2010年
- 3.『打倒ウラーンフー(烏蘭夫)』　2011年
- 4.『毒草とされた民族自決の理論』 2012年
- 5.『被害者報告書(1)』　2013年
- 6.『被害者報告書(2)』　2014年
- 7.『民族自決と民族問題』　2015年
- 8.『反右派闘争から文化大革命へ』　2016年
- 9.『紅衛兵新聞(一)』　2017年
- 10.『紅衛兵新聞(二)』　2018年
- 11.『加害者に対する清算』　2019年
- 12.『モンゴル語政治資料』  2020年
- 13.『加害者に対する清算から被害状況をよむ』 2021年
- 14.『絵画・写真・ポスターが物語る中国の暴力』 2022年

- A Series of Cultural Revolution in Inner Mongolia, Edited by Yang Haiying, Professor of Shizuoka University, Japan, published by Fukyosha Publishing, Inc. Tokyo.

No.1, Documents about Mongolian Genocide During the Cultural Revolution in Inner Mongolia (1) ― The Discourse of General Teng Haiqing  
No.2, Documents Related to the Mongolian Genocide During the Cultural Revolution in Inner Mongolia (2) ― The Purge of the Inner Mongolian People’s Party  
No.3, Documents Related to the Mongolian Genocide During the Cultural Revolution in Inner Mongolia (3) ― The Overthrow of Ulanhu(Wulanfu)  
No.4 Documents Related to the Mongolian Genocide During the Cultural Revolution in Inner Mongolia (4) ― The Collection of Poisonous Weeds: Selections of Ulanhu’s Antirevolutionary Remarks  
No.5, Documents Related to the Mongolian Genocide During the Cultural Revolution in Inner Mongolia (5) ― The Testimonies of Victims(1)  
No.6, Documents Related to the Mongolian Genocide During the Cultural Revolution in Inner Mongolia (6) ― The Testimonies of Victims(2)  
No.7, Documents Related to the Mongolian Genocide During the Cultural Revolution in Inner Mongolia (7) ― Self-determination and the Question of Nationhood  
No8. Documents Related to the Mongolian Genocide During the Cultural Revolution in Inner Mongolia(8)―From the Anti-Rightist Movement to the Cultural Revolution  
No9. Documents Related to the Mongolian Genocide During the Cultural Revolution in Inner Mongolia(9)―Red Guard Newspapers(1)  
No10. Documents Related to the Mongolian Genocide During the Cultural Revolution in Inner Mongolia(10)―Red Guard Newspapers(2)  
No11. Documents Related to the Mongolian Genocide During the Cultural Revolution in Inner Mongolia(11) ―Sanctions against Perpetrators  
No12. Documents Related to the Mongolian Genocide During the Cultural Revolution in Inner Mongolia(12) ―Mongolian Political Archives
- 台灣新銳文創出版内蒙古文革檔案 (楊海英主編,Asuru,Orgen,Seedorjiin Buyant,Uljidelger,Archa,Khuyagh,Altansuke,Tombayin,Delekei,Olhunuud Daichin共編)

1.滕海清將軍有關内蒙古人民革命黨講話集，上中下，2020年
2.有關内蒙古人民革命黨的政府文件和領導講話，上下，2020年
3.挖内蒙古人民革命黨歷史證據和社會動員，上下，2020年
4.内蒙古土默特右旗被害者報告書，2020年